# Maleise niltava
De Maleise niltava (Cyornis turcosus) is een zangvogel uit de familie Muscicapidae (vliegenvangers). De soort werd in 1838 al afgebeeld en door Temminck beschreven maar de beschrijving van Friedrich Brüggemann in 1877 voldeed aan de normen van een wetenschappelijke beschrijving die sterk gelijkende soorten uitsloot.

## Herkenning
De vogel is 13 tot 14 cm, het is de kleinste blauw gekleurde vliegenvanger. Deze vliegenvanger is diep blauw van boven, ook de kruin, oorstreek en de bovenkant van de staart zijn blauw. Het mannetje heeft een geheel blauwe kop, ook de kin is blauw, bij het vrouwtje is het blauw iets doffer en bij haar is de kin licht, bijna wit. Beide geslachten zijn roodbruin tot oranje gekleurd op de bovenkant van de borst. Bij het vrouwtje is dit lichter van teint. De buik is wit. Bij de ondersoort C. t. rupatensis is het roodbruin wat warmer van teint.

## Verspreiding en leefgebied
Deze soort telt 2 ondersoorten:
- C. t. rupatensis: Malakka, Sumatra en westelijk Borneo.
- C. t. turcosus: oostelijk Borneo.

Het leefgebied bestaat uit de ondergroei van onder andere bamboe of ondergroei in ongerept regenwoud of oud secundair bos langs wateren in laagland tot 500 m op Borneo en op Malakka nooit hoger dan 60 m boven zeeniveau.

## Status
De Maleise niltava heeft een groot verspreidingsgebied en daardoor is de kans op de status kwetsbaar (voor uitsterven) niet heel groot. Op Borneo is deze zangvogel de meest algemene blauw gekleurde vliegenvanger. De grootte van de wereldpopulatie is niet gekwantificeerd. De soort gaat in aantal achteruit door vernietiging van het leefgebied door ontbossing onder andere door bosbranden. Tussen 1985 en 1997 ging op Sumatra 30% van het bos verloren. Zowel op Sumatra als op Borneo woeden bosbranden. Om deze redenen staat de Maleise niltava als gevoelig op de Rode Lijst van de IUCN.